# Saint Neots
Saint Neots es una población que cuenta con aproximadamente 29.000 habitantes, situada a orillas del río Gran Ouse. Se trata de la mayor población de Cambridgeshire, en Inglaterra. Saint Neots se encuentra en el distrito llamado Huntingdonshire y su nombre se debe al monje sajón, San Neots, cuyos huesos reposan en el cercano priorato del mismo nombre. 
El comercio con los peregrinos que llegaban al lugar, trajo la prosperidad y en 1130 se le concedió el privilegio de poder celebrar mercado. Ya en los siglos XVIII y XIX, aumentaría su bienestar gracias a los molinos, las destilerías, las diligencias y los ferrocarriles.

## Descripción
Hoy en día, Saint Neots es una villa próspera. La moderna población incluye Eynesbury (originalmente, el asentamiento principal y la parte más antigua de la ciudad) y Eaton Ford y Eaton Socon, al otro lado del río, antiguamente villas separadas. Se trata de la mayor población de Cambridgeshire y continúa su rápida expansión, debido a la gran demanda existente de viviendas en su periferia. Mucho de este aumento se debe a su vez al incremento de población en el área de Cambridge. Saint Neots posee polígonos industriales en los que operan empresas tecnológicas existiendo, además, una estación eléctrica de turbina de gas en las afueras.

## Geografía local
Saint Neots se encuentra en el extremo suroeste del distrito de Huntingdonshire y está situado dentro del valle del río Gran Ouse, parcialmente en una llanura aluvial y otra parte en una terreno más alto alejado del agua. El Gran Ouse es un río maduro, antes ancho y poco profundo pero ahora controlado por presas y esclusas. Los ríos tributarios que se unen al Ouse en Saint Neots son el Kym, el Hen Brook, el Duloe Brook y el Colmworth Brook. Debido a que se trata de un área de tierras bajas, el río se suele desbordar a causa de las fuertes lluvias. Las inundaciones afectan a una gran parte de la villa.
Saint Neots se desarrolló en un vado donde convergían varias rutas. Este vado fue sustituido por un puente medieval. Hoy en día, existen dos cruces de vías más a las afueras: uno al norte y otro al sur. La A45, a su paso por Saint Neots, forma una circunvalación que fue abierta al tráfico en diciembre de 1985 y más tarde fue renombrada como A428.
La extracción de grava es una de las actividades industriales locales. Una antigua cantera de grava abandonada se convirtió en una reserva natural y en zonas de ocio en el cercano Paixton Pits y en el Wyboston Leisure Park. Gran parte de la zona está ocupada por granjas de cultivos.
Saint Neots se encuentra cerca de Cambridge, Bedford y Peterborough. La A1 une la población con Londres al sur y con Peterborough al norte, mientras que la A14 provee de acceso a las Midlands (centro de Inglaterra) y a Anglia Oriental (East Anglia). Además, existe un buen servicio de ferrocarril que, viniendo de Peterborough lleva a Londres en 45 minutos. En la confluencia con la A1, comienza la A421 justo al sur de Saint Neots, que conecta con Bedford y Milton Keynes y soporta gran parte del tráfico entre Oxford y Cambridge. 

## Historia
A pesar de que hay hallazgos prerromanos y de la época romana alrededor de la población, no existió una fuerte presencia humana hasta la época sajona. Existieron pequeños asentamientos en Eynesbury, Eaton Socon y Eaton Ford, que hoy en día forman parte de la villa moderna. 
Los normandos reconstruyeron el priorato cercano al río y el pueblo creció al lado de su muro sur.

## Residentes famosos
- John Bellingham, el único hombre que asesinó a un primer ministro británico, Spencer Peceval el 11 de mayo de 1812, residió en Saint Neots.
- El Pastor evangelista australiano Peter Foxhall nació en Saint Neots.
- Mark Foster, nadador olímpico, residió en Saint Neots.
- Los cuatrillizos de Saint Neots fueron famosos al ser los primeros en sobrevivir en estas circunstancias. Nacieron en 1935.

## Expansión
Saint Neots tiene planeados dos grandes proyectos que aumentarán la extensión de la población: uno en la zona conocida como “Love’s Farm” al este de la línea del ferrocarril; otro, en Little Paxton.

## Poblaciones cercanas
- Ciudades: Cambridge, Peterborough.
- Pueblos: Bedford, Biggleswade, Godmanchester, Higham Ferrers, Huntingdon, Raunds, Royston, Rushden, Sandy, Saint Ives, Thraspton.
- Villas: Abbotsley, Bolnhurst, Buckden, Caxton, Chawston, Colesden, Colmworth, Croxton, Diddington, Duloe, Eltisley, Gamlingay, Graveley, Great Paxton, Great Staughton, Hail Weston, keysoe, Keysoe Row, Kimbolton, Little Badford. Little Paxton, Little Staughton, Offord Cluny, Offord D’Arcy, Perry, Pertenhall, Roxton, Staughton Green, Staughton Highway, Southoe, Staploe, Stonely, Tempsford, Toseland, Wyboston, Yelling.

- Datos: Q1018225
- Multimedia: St Neots / Q1018225